# Provincia di Bagua
La provincia di Bagua è una provincia del Perù, situata nella regione di Amazonas.

## Geografia antropica

### Suddivisioni amministrative
È divisa in 6 distretti (comuni)
- Bagua
- Aramango
- Copallín
- El Parco
- Imaza
- La Peca